# Anatema (novela)
Anatema (en el inglés original, Anathem) es una novela del escritor estadounidense Neal Stephenson, encuadrada dentro del género de ciencia ficción (aunque el propio Stephenson prefiere el término "ficción especulativa").Al igual que en sus trabajos de ficción anteriores, Stephenson intercala la acción de la novela con extensas discusiones de ciencia, matemáticas, y filosofía.

## Trama
Anatema transcurre en Arbre, un planeta ficticio pero aun así muy similar a la Tierra. La sociedad de Arbre se caracteriza por el hecho de que gran parte de la investigación científica y matemática se lleva a cabo en edificios similares a monasterios de clausura (concentos), en los que los investigadores (avotos) se comportan como monjes con poco o ningún contacto con la sociedad del exterior (el mundo Saecular, o extramuros). El único contacto entre extramuros e intramuros sucede durante Apert, un periodo de diez días en los que las puertas del concento se abren y los habitantes de ambos lados tienen total libertad para entrar y salir. Los concentos se dividen en cuatro niveles dependiendo de la frecuencia con la que celebren Apert: en el nivel Unario, se celebra cada año; en el nivel Decenario, cada década; en el nivel Centenario, cada siglo; y en el nivel Milenario, cada milenio. Anatema comienza con las preparaciones para el Apert Decenario de 3690.
El narrador de Anatema es Fraa Erasmas (Fraa es el título concedido a los avotos masculinos, mientras que a los femeninos se les concede el de Suur), un Decenario del concento de Saunt Edhar. Erasmas es uno de los estudiantes del astrónomo Fraa Orolo. Las actividades de Orolo y su grupo se ven interrumpidas durante Apert, debido a la llegada de dos Inquisidores (emisarios del centro de control de todos los concentos) que anuncian que nadie puede acceder al observatorio del concento hasta nueva orden. Debido a circunstancias fortuítas, Erasmas entabla conversación con los Inquisidores en dos ocasiones distintas, lo cual irrita a Suur Trestanas (una de las dirigentes del nivel Decenario). Para evitar que Erasmas cree problemas con los Inquisidores, Trestanas le castiga a permanecer en una celda hasta que memorice una cantidad ingente de información, lo cual le llevará semanas. En medio de su castigo, todos los avotos de Saunt Edhar son convocados a un Voco, una ceremonia en la que uno de ellos lo abandonará porque el mundo Saecular precisa de sus conocimientos (en esta ocasión, el elegido es Fraa Paphlagon, experimentado astrónomo y maestro de Orolo). Erasmas aprovecha que todos los demás miembros están ocupados con el Voco para escabullirse de su celda y entrar al observatorio. Su hipótesis es que los Inquisidores han sellado el observatorio debido a la presencia anómala de algún cuerpo celestial en las cercanías de Arbre (en estos momentos, Erasmas supone que se trata de un asteroide en una trayectoria de colisión con Arbre). Debido a que carece de tiempo para una observación apropiada, Erasmas inserta un disco virgen en un telescopio con una lente de ojo de pez con la esperanza de poder recuperarlo en un futuro, y vuelve a su celda justo antes de que el Voco termine.
Poco tiempo después de que Erasmas termine su condena, el concento vuelve a convocar a todos los avotos para un Anatema, una ceremonia en la que uno de ellos será expulsado debido a graves faltas en su conducta. Erasmas aprovecha esta oportunidad para volver a entrar en el observatorio y recuperar el disco. Justo antes de entrar en el observatorio, Erasmas alcanza a escuchar el nombre del Fraa expulsado: Orolo, debido a que durante Apert adquirió una videocámara de extramuros y la utilizó para llevar a cabo observaciones astronómicas mientras el observatorio permaneciera cerrado (los miembros del concento tienen terminantemente prohibido utilizar tecnología de extramuros). Esta expulsión reafirma a Erasmas en su suposición de los Inquisidores están intentando ocultar la presencia de algún objeto celeste en las cercanías de Arbre. Sin embargo, su estudio de los datos del disco recuperado no aportan ningún dato nuevo. Unas semanas después Erasmas y el resto de los estudiantes de Orolo se percatan de que Sammann, el encargado de mantener el observatorio, está un rato cada día mirando directamente al Sol a través de unas gafas de soldar. A partir de esto, deducen que el misterioso objeto está usando el brillo del sol para ocultarse --lo cual a su vez entraña que no se trata de un asteroide (como Erasmas había supuesto en un principio), sino de una nave espacial. Erasmas y su nueva liaison Ala confirman esta suposición por medio de una cámara oscura, en la que observan cómo la nave cambia su órbita alrededor de Arbre. Esta última observación también les desvela que la nave cuenta con un sistema de propulsión nuclear de pulso --es decir, se vale de las ondas de choque producidas por pequeñas explosiones nucleares.
La existencia de los alienígenas (apodados Geómetras, debido a que la nave exhibe una prueba del teorema de Pitágoras en su casco) se convierte en un secreto a voces, especialmente cuando iluminan con un láser los niveles milenarios de Saunt Edhar y los otros dos concentos que sobrevivieron intactos al Tercer Saqueo, ocurrido 900 atrás. Estos tres concentos contienen cementerios nucleares, por lo que los avotos deducen que los Geómetras están intentando conseguir combustible para el sistema de propulsión de su nave. Además, un análisis espectral de la luz del láser de los Geómetras revela que los átomos del gas empleado no siguen las leyes de la física de este universo. A partir de esta revelación, los avotos deducen que los Geómetras provienen de un universo paralelo en el multiverso, donde las leyes físicas son ligeramente distintas y permiten la creación de átomos distintos. Para presentar una respuesta adecuada a la presencia de los Geómetras, se convoca un Convox, un congreso multitudinario con avotos de todos los concentos de Arbre. Los elegidos para representar a Saunt Edhar incluyen a Erasmas, Ala, Sammann, el resto de los estudiantes de Orolo, y el Milenario Fraa Jad. Todos ellos parten hacia el concento de Saunt Tredeghar, donde se celebrará el Convox. Erasmas, por orden de Fraa Jad, se separa del grupo principal para ir en busca de Orolo, quien se cree que posee información importante sobre los Geómetras. 
Tras un durísimo viaje, Erasmas encuentra a Orolo en el concento de Orithena. En el transcurso de varias conversaciones sobre mecánica cuántica y la naturaleza de la conciencia, Orolo revela que él ya había deducido que los Geómetras provienen de un universo paralelo, y que les ha mandado señales indicando Orithena como punto de contacto. Una noche, los Geómetras mandan una sonda a Orithena. Al abrirla, Erasmas y Orolo se encuentra con una aliénigena antropomórfica que ha muerto hace apenas unos minutos a causa de un disparo. Poco después, los Geómetras lanzan un proyectil cinético contra el volcán junto al que se encuentra Orithena, consiguiendo que entre en erupción. La presencia del ejército de Arbre, que había acudido cuando detectaron la llegada de la sonda, permite la evacuación de la mayoría de los habitantes de Orithena. Sin embargo, Orolo acaba teniendo que sacrificar su vida para poder salvar el cadáver de la Geómetra. Desde un helicóptero, Erasmas observa impotente mientras la lava sepulta a Orolo.
El ejército transporta a Erasmas a Saunt Tredeghar para que pueda unirse al Convox, donde ya se está llevando a cabo un análisis exhaustivo de los sucesos de Orithena. El Convox ha deducido que los Geómetras se encuentran divididos en dos facciones, una de ellas hostil hacia Arbre: la Geómetra muerta pertenecía a la facción benévola, y fue asesinada mientras intentaba escapar de la nave. Además, un análisis de varias muestras de sangre que la Geómetra llevaba consigo revela que los Geómetras en realidad provienen de cuatro universos paralelos distintos. Numerosas reuniones y debates tienen lugar para decidir cuál es la mejor respuesta al ataque. Una noche, Erasmas y sus compañeros se encuentran comentando el mal aspecto de la comida de los extraños avotos de la orden de Matarhitas, y Erasmas acaba aceptando una apuesta para probarla. Para su sorpresa, la comida atraviesa su aparato digestivo intacta. La única explicación posible para este hecho es que la comida de los Matarhitas no puede interactuar químicamente con los jugos digestivos de los habitantes de Arbre. Esto solo es posible si los alimentos están compuestos por átomos creados en un universo distinto, donde las leyes físicas también son distintas, lo cual entraña a su vez que los Matarhitas son en realidad Geómetras infiltrados en el Convox. Durante la siguiente reunión, Erasmas y su grupo presionan al líder de los Matarhitas, el cual acaba revelándose como Julio Verne Durand, proveniente de Laterre --es decir, nuestro propio universo, como demuestran referencias directas a la colaboración de Einstein y Gödel en Princeton, y a las obras de ficción de su tocayo Julio Verne. Habiendo descubierto la infiltración de los Geómetras, el Convox decide dispersar a los avotos a lo largo y ancho de Arbre, como maniobra preventiva ante un potencial ataque de los Geómetras. Erasmas, Sammann, Jad, y otros siete avotos escapan en compañía de Julio Verne.
Tras la diáspora, Julio Verne explica que los constructores de la nave son la raza de los Urnud. Los tripulantes originales de la nave, 900 años atrás, habían intentado acelerar la nave hasta cerca de la velocidad de la luz para poder viajar a su pasado y alterar ciertos aspectos de la historia de Urnud. Sin embargo, se encontraron con que, en vez de viajar en el tiempo, habían accedido a un universo paralelo. Este proceso se repitió otras tres veces, culminando en la llegada a Arbre y aceptando como tripulantes a algunos habitantes de cada universo que visitaban. La coincidencia en fechas entre el primer viaje de la nave y el Tercer Saqueo es intrigante, y Fraa Jad especula que los ecos de los eventos del Tercer Saqueo se propagaron a través de las barreras entre universos (lo que en la novela se denomina el flujo Hyleano) hasta llegar al universo de los Urnud. Esto interpretaron el eco como una llamada, comenzando así su travesía por los distintos universos.
Comunicándose a través de su versión de Internet (el Reticulum), los avotos dispersos por todo Arbre deciden enviar a un pequeño grupo de asalto a la nave de los Geómetras. Los elegidos son Erasmas y su grupo, incluyendo a Julio Verne. Una vez en órbita, los avotos deducen a partir de ciertas pistas que unas píldoras que tragaron antes de partir son en realidad armas nucleares en miniatura, con lo que el ataque súbitamente se convierte en una misión suicida. No obstante, gracias a una serie de maniobras inteligentes, el grupo de Erasmas consigue infiltrarse en la nave de los Geómetras sin ser detectados. Mientras una parte del grupo se dedica destruir las principales armas de los Geómetras, Erasmas y Jad se internan hacia la parte donde residen los dirigentes de los Geómetras. Finalmente, son descubiertos, y Jad decide activar las armas nucleares que él y Erasmas llevan consigo. 
Erasmas cree haber muerto, pero para su sorpresa se despierta en la enfermería de la nave de los Geómetras en compañía de Ala. Esta le informa de que los Geómetras y los habitantes de Arbre van a firmar un tratado de paz. Más sorprendente aún es la afirmación de Ala (sustentada con grabaciones) de que Jad falleció durante el despegue de Arbre, y nunca llegó a infiltrarse en la nave. Erasmas explica esta disonancia (compartida por todos los otros miembros de la misión) reflexionando sobre los saqueos de los concentos; el Primer Saqueo ocurrió debido al temor del mundo Saecular a los avances de los avotos en física nuclear; el Segundo Saqueo ocurrió debido a un temor similar a los avances en ingeniería genética. Erasmas especula que el Tercer Saqueo ocurrió porque algunos avotos estaban alcanzando el poder de alterar la realidad a través de la manipulación de universos paralelos. La hipótesis de Erasmas y su grupo es que Fraa Jad poseía esa habilidad, y que la uso para reemplazar el universo en el que él y Erasmas morían en el interior de la nave por uno en el que él moría en el despegue y Erasmas sobrevivía. Aunque imposible de comprobar, Erasmas y su grupo especulan que Fraa Jad hizo esto porque solo el segundo universo era compatible con un tratado de paz entre Arbre y los Geómetras.